# Tapinarof
Tapinarof (auch: Benvitimod) ist eine als Arzneistoff genutzte Verbindung, die auch natürlich in bestimmten Bakterien vorkommt. Unter dem Namen Vtama wurde es 2022 in den USA zugelassen zur lokalen Behandlung der Plaque-Psoriasis, einer Form der Schuppenflechte. In China hat das Arzneimittel ebenfalls eine Marktzulassung.
Tapinarof wirkt entzündungshemmend und immunmodulierend. Chemisch gehört es zu den Stilbenoiden.

## Eigenschaften
Tapinarof ist ein hydroxyliertes Isopropylderivat von Stilben. Das nichtsteroidale kleine Molekül wird von dem biolumineszierenden, gramnegativen Bakterium Photorhabdus luminescens (Enterobacteriaceae) gebildet, aus dem es isoliert werden konnte.

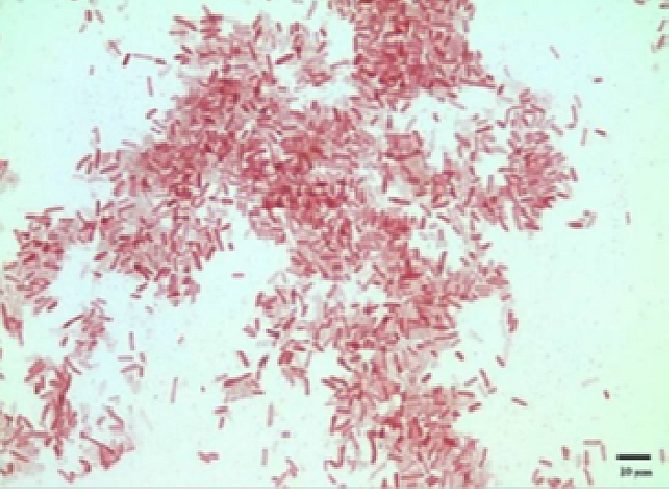
Photorhabdus luminescens

Photorhabdus lebt in Symbiose mit Nematoden (Fadenwürmern) der Gattung Heterorhabditis. Das insektenpathogene Bakterium besiedelt den Darm der Nematodenlarven, welche Insektenlarven befallen und sich von diesen ernähren. Beim Eintritt in die Insektenlarve wird Photorhabdus freigesetzt und vermehrt sich stark, wodurch die Insektenlarven absterben. Es wird angenommen, dass die antibiotischen Eigenschaften von Tapinarof den Insektenkadaver vor dem Befall durch konkurrierende Mikroorganismen wie im Boden lebende Bakterien und Pilze schützen und ihn damit für ein optimales Wachstum der Nematoden erhalten.
Tapinarof wirkt antientzündlich und immunmodulierend auf Zytokine, die an entzündlichen Autoimmunerkrankungen vom Typ TH1 und TH17 sowie an allergischen Erkrankungen vom Typ TH2 beteiligt sind.
Tapinarof ist ein weißes bis hellbraunes Pulver.

## Wirkungsmechanismus
Tapinarof wirkt als Agonist am Arylhydrocarbon-Rezeptor (AhR). AhR ist ein ligandenabhängiger Transkriptionsfaktor, der die Genexpression in einer Reihe von Zellen, einschließlich Immun- und Epithelzellen, reguliert. Für eine gesunde Haut spielt die AhR-Signalgebung eine wesentliche Rolle in der Aufrechterhaltung der Hauthomöostase, dadurch dass sie in der Haut die Immunfunktion, die Keratinozytendifferenzierung, die Barrierefunktion und Pigmentierung sowie die Reaktionen auf oxidativen Stress reguliert.
Der Tapinarof-AhR-Komplex heterodimerisiert nach Migration in den Zellkern mit dem Protein ARNT (Aryl hydrocarbon receptor nuclear translocator) zu einem Transkriptionsfaktor, der auf verschiedene Signalwege wirkt, die bei der Plaque-Psoriasis gestört sind. Angenommen werden eine:
- Modulation der Genexpression, die zu einer signifikanten Reduktion proinflammatorischer Zytokine, einschließlich IL-17A und IL-17F, führt; gezeigt in vitro, ex vivo und in Mausmodellen (antientzündliche Wirkung)

- Erhöhung der antioxidativen Aktivität durch Stärkung des Nrf2-Signalwegs (Nrf2 steht für: Nuclear factor (Erythroid-derived 2) related factor 2) sowie das direkte Abfangen von reaktiven Sauerstoffspezies („Sauerstoffradikale“) durch Tapinarof; gezeigt in vitro und ex vivo (antioxidative Wirkung)

- Hochregulation der Expression von Barriereproteinen der Haut, einschließlich Filaggrin und Loricrin; nachgewiesen in vitro (barrierefördernde Wirkung)

Der genaue Wirkungsmechanismus bei der Behandlung der Schuppenflechte ist nicht bekannt.

## Studien
Die Zulassung basiert auf den Ergebnissen der Studien PSOARING 1 und PSOARING 2, in denen die Teilnehmer über zwölf Wochen entweder einmal täglich eine 1%ige Tapinarof-Creme oder ein wirkstofffreies Vehikel (Placebo) anwendeten.

## Nebenwirkungen
Als Nebenwirkungen von Tapinarof wurden Follikulitis, Nasopharyngitis, Kontaktdermatitis, Kopfschmerzen und grippeartige Symptome beobachtet.

## Handelspräparate
Unter dem Namen Vtama (Hersteller: Dermavant Sciences) wurde Tapinarof im Mai 2022 in den USA zugelassen zur lokalen Behandlung der Plaque-Psoriasis bei Erwachsenen. In China erhielt das Arzneimittel 2019 als Symbiox (Beijing Wenfeng Tianji Pharmaceuticals) die Marktzulassung.
Tapinarof wird als Creme angewendet.